# هشام بنجابي
هشام بنجابي (1955م - 15 يناير 2024م) فنان تشكيلي سعودي، ولد في مكة المكرمة عام 1375هـ. يعد رائداً من رواد الفن التشكيلي في السعودية، أثر في الفن التشكيلي في بالكثير من الأعمال المميزة وبسعيه لدعم المواهب الشابة وتنظيم المعارض الفنية لهم. اهتم في فنه بالموضوعات التي ترتبط بالتراث السعودي والبيئة العربية، واستخدم الحصان رمزاً في أعماله ليعبر عن تلك الموضوعات. ويتولى إدارة الجمعية السعودية للفنون التشكيلية فرع جدة (جسفت) من 1438هـ (2017).

## التعليم
- تلقّى تعليمه المبكر في مصر، وأتقن اللغة الإنجليزية في المرحلتين الابتدائية والمتوسطة.
- عاد إلى جدة ودرس فيها المرحلة الثانوية.
- درس الأدب الإنجليزي في جامعة الملك عبد العزيز في جدة عام 1395هـ.
- درس الأدب الإنجليزي في جامعة إدنبرة في أسكتلندا متخصصاً في الأدب الإنجليزي عام 1979م.
- درس الفن والديكور في كندا.[5]

## العمل
- مدير الجمعية السعودية للفنون التشكيلية (جسفت) فرع جدة من 1438هـ.
- عمل مديراً لمتاحف المنطقة التاريخية في جدة من عام 1407هـ إلى عام 1409هـ.
- أسس جمعية جدة للفنون الجميلة للجاليات الأوروبية عام 1393هـ.
- عمل مديراً للمركز السعودي للفنون الجميلة بجدة.
- عمل رئيساً لبيت التشكيليين في جدة من عام 1415هـ إلى عام 1420هـ.
- عمل رئيساً للجنة الفنون التشكيلية في الغرفة التجارية بجدة من عام 1434هـ إلى عام 1437هـ.
- أسس أكاديمية جدة للفنون.
- أسس جاليري رؤى الفن للفنون الجميلة عام 1409هـ.[6]

## معارض ومشاركات
- بدأت مشاركاته الفنية عام 1393هـ في المعرض الأول لجمعية جدة للفنون الجميلة للجاليات الأوروبية.[7]
- أقام أول معرض شخصي في مدينة تورونتو في كندا عام 1397هـ الموافق 1976م.
- شارك في معرض الفنانين التشكيليين العرب في بغداد.
- شارك في معرض أطفال الحجارة عام 1406هـ.
- شارك في معارض بيت التشكيليين في ينبع والرياض ومكة المكرمة والدمام والإسكندرية والقاهرة.
- شارك في معرض بينالي الكويت العاشر عام 1404هـ.
- شارك في معظم معارض الرئاسة العامة لرعاية الشباب منذ عام 1400هـ إلى عام 1421هـ.
- شارك في معرض الانتفاضة الفلسطينية عام 1421هـ.[8]
- صمّم مجسم «دوار الهندسة» في جدة.

## إصدارات
أصدر كتاب (إبداع لا ينضب) بالاشتراك مع الفنان أحمد فلمبان. والكتاب عبارة عن موسوعة شاملة تعرف بـ 486 فناناً وفنانةً من جميع أنحاء المملكة العربية السعودية.

## تكريم
- كرم في المعرض الدولي للفن المعاصر في مراكش عام 2014 لإسهامه في الرقي بالذوق الفني ولما أضافه من لمسات للفن التشكيلي،[10] وتسلم الريشة الذهبية من رئيس الرابطة المتحدة للثقافة والفنون، ودرعاً تذكارياً من ممثل وزارة الثقافة في مراكش.[11]
- كرمته جمعية الثقافة والفنون في جدة في حفل تدشين كتاب (إبداع لا ينضب) وتكريم رواد الفن التشكيلي عام 2019م.[12]

## الوفاة
توفي يوم الاثنين 15 يناير 2024م / 3 رجب 1445هـ في مستشفى الملك فيصل التخصصي في جدة، وذلك بعد معاناة مع المرض. وبعد وفاته وجه وزير الثقافة السعودي الأمير بدر بن عبد الله بن فرحان بتحويل مرسم الفنان هشام بنجابي في جدة التاريخية إلى مركز ثقافي للاحتفاء بإرثه الفني تقديراً لإسهاماته في إثراء المشهد الفني في السعودية.